# Supercondutividade

Supercondutividade

A supercondutividade é uma propriedade física intrínseca de certos materiais que, ao serem resfriados a temperaturas extremamente baixas, passam a conduzir corrente elétrica com resistência nula e a expelir campos magnéticos de seu interior. Um composto de hidrogênio, magnésio e lítio, por exemplo, pode ser tornar supercondutor a temperaturas de até 200° C, quando submetido a uma pressão altíssima – quase 2,5 milhões de vezes a da  atmosfera terrestre.
Essa propriedade foi descoberta em abril de 1911 pelo físico holandês Heike Kamerlingh Onnes em seu laboratório em Leiden, graças ao seu trabalho inovador na fabricação de hélio líquido, que possibilitou alcançar temperaturas muito baixas, na ordem de 1 K (-272,15°C ou -457,9°F). A supercondutividade foi notada pela primeira vez quando Onnes observava o comportamento do mercúrio quando resfriado a 4 K (-269,15 °C ou -452,47 °F).
Assim como o ferromagnetismo e as linhas espectrais atômicas, a supercondutividade pode ser entendida como um fenômeno quântico microscópico, ou seja, este estado pode ser descrito por uma única função de onda. Caracteriza-se também por um fenômeno chamado de efeito Meissner-Ochsenfeld, que é a ejeção de um campo magnético suficientemente forte do interior do material que impede que campos externos penetrem no supercondutor, às vezes confundido como um tipo de diamagnetismo perfeito, assim como as transições no estado supercondutor. A ocorrência do efeito Meissner indica que a supercondutividade não pode ser entendida simplesmente como a idealização de um condutor perfeito, como na física clássica.
Para vários metais, a resistência elétrica aumenta quase que linearmente com a temperatura, mas há sempre uma região não linear em temperaturas muito baixas. Essa fuga da linearidade que é apresentada em temperaturas baixas acontece pela ocorrência de impurezas e irregularidades nesse metal (mesmo próximo ao zero absoluto ainda existe alguma resistência elétrica). Mas num supercondutor a resistência cai abruptamente a zero quando o material é resfriado abaixo de sua temperatura crítica. A corrente elétrica flui em um circuito de fios supercondutores podendo persistir indefinidamente sem qualquer fonte de energia.
Um dos fatores limitantes para aplicação e pesquisa dos supercondutores no passado foi a necessidade de atingir baixíssimas temperaturas, o que inviabilizou o seu uso em larga escala. Mas, em 1986, foram descobertos alguns materiais cerâmicos chamados de cuprates com estrutura de perovskitas que exibiam temperaturas críticas próximas de 90 K (-183,15 °C), que é uma temperatura relativamente alta a se atingir, sendo denominado então como um supercondutor de alta temperatura (já que supercondutores convencionais teoricamente não a alcançariam). Os supercondutores de alta temperatura renovaram o interesse no estudo e na possível comercialização em larga escala, viabilizando novas perspectivas de melhoria nos materiais existentes e na evolução da engenharia sob a criação de novos materiais supercondutores próximos à temperatura ambiente.
Os supercondutores são empregados na produção de super ímãs, os quais são implantados em unidades de ressonância magnética, produzindo imagens de órgãos em alta qualidade sem a necessidade de expor pessoas a radiação nociva. Por apresentarem resistência nula, que são de grande interesse para aparelhos elétricos, onde não ocorre a perda de energia por conta do efeito Joule, contudo um grande impedimento é que este material tem que ser mantido a baixas temperaturas. Sendo assim, caso algum dia ocorra a descoberta de um supercondutor a temperatura ambiente, seu impacto na tecnologia será enorme.

## Classificação
Não existe apenas uma forma ou critério para classificar os supercondutores. As mais comuns são:
- Por suas propriedades físicas: podem ser do tipo I, o qual tem um único campo crítico, onde toda a supercondutividade é perdida se acima dele e, se abaixo, o campo magnético é completamente expelido do supercondutor, ou podem ser do tipo II, o qual tem dois campos críticos, entre os quais permite a penetração parcial do campo magnético através de pontos isolados. Esses pontos são chamados de vórtices. Além disso, em supercondutores multicomponentes é possível ter uma combinação dos dois comportamentos. Nesse caso, o supercondutor é do tipo 1.5;
- Pela teoria que o explica: podem ser convencionais (se podem ser explicados pela Teoria BCS) ou não convencionais, caso contrário;
- Pela sua temperatura crítica: podem ser de alta temperatura (geralmente se atingem o estado supercondutor a uma temperatura maior que 30 K), ou podem ser de baixa temperatura (geralmente quando necessitam de temperaturas mais baixas que 30 K para atingir o estado supercondutor);
- Pelo material: podem ser elementos químicos (como o mercúrio e o chumbo), ligas (como a titânio-nióbio ou germânio-nióbio), cerâmicas (como o YBCO ou o diboreto de magnésio), ou mesmo supercondutores orgânicos como fulerenos e nanotubos de carbono.

## História da supercondutividade

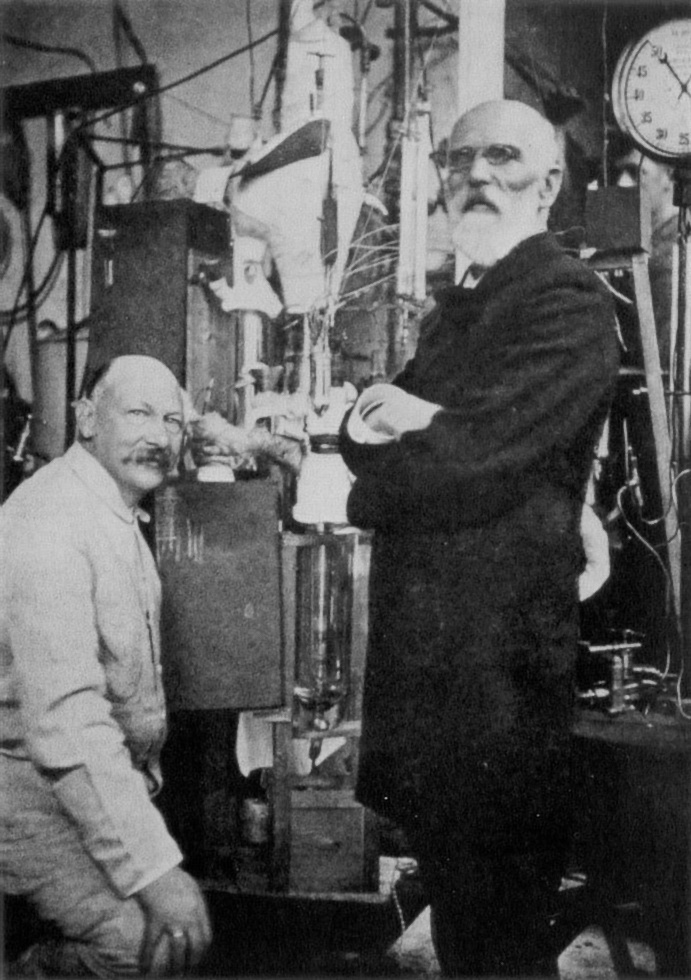
Heike Kamerlingh Onnes e Van der Waals

Grandes avanços na área da refrigeração a baixíssimas temperaturas foram feitos durante o século XX. A supercondutividade foi primeiramente retratada em 1911 pelo físico holandês Heike Kamerlingh Onnes, cuja grande contribuição científica está no campo da refrigeração a temperaturas extremamente baixas. Por volta de 1908, em seu laboratório em Leiden, conseguiu liquefazer o hélio resfriando algumas amostras a uma temperatura de 1 K. Onnes produziu apenas poucos milímetros cúbicos de hélio líquido naqueles dias, o que foi um marco para novas explorações em regiões de temperatura nunca antes estudadas. O hélio líquido permitiu a possibilidade e se alcançar temperaturas próximas ao zero absoluto, a menor temperatura possível de se alcançar.
Ainda em 1911, Onnes começou a investigar as propriedades elétricas dos metais em temperaturas extremamente frias. Pois já era conhecido há muitos anos que a resistência elétrica dos metais tende a diminuir quando resfriados abaixo da temperatura ambiente, mas não se sabia até que ponto limite a resistência conseguiria cair com a diminuição da temperatura. Alguns cientistas, como Lord Kelvin, acreditavam que o fluxo de elétrons num condutor seria completamente parado quando a temperatura se aproximasse do zero absoluto. Outros cientistas, inclusive o próprio Onnes, acreditavam que a resistência elétrica iria se dissipar. Muitos também sugeriram que a resistência diminuiria constantemente favorecendo a melhor condução de eletricidade.
Num ponto onde a temperatura era baixíssima, os cientistas perceberam que havia um nivelamento no comportamento do material onde a resistência praticamente desaparecia. O grupo de Onnes tentou então atravessar uma corrente elétrica por uma amostra muito pura de mercúrio em forma de fio, e mediu a variação da sua resistência elétrica em função da temperatura. A 4,2 K a resistência simplesmente sumiu, e para surpresa dos cientistas, havia uma corrente fluindo através do fio de mercúrio e nada impedia seu fluxo — a resistência era zero. De acordo com Onnes, "O mercúrio havia passado para um novo estado, e que em virtude das suas extraordinárias propriedades elétricas deveria ser chamado de estado supercondutor". Os resultados experimentais não deixavam dúvidas sobre o desaparecimento da resistência elétrica e abriram as portas para uma nova área de pesquisa batizada pelo próprio Onnes de supercondutividade.
Foi reconhecida a importância desta descoberta na comunidade científica pelo seu potencial econômico e comercial, pois um condutor elétrico sem resistência poderia, pelo menos teoricamente, transportar correntes sem perdas, não importando a distância a ser percorrida. O grupo de Onnes descobriu que fios supercondutores atravessados por uma corrente em "loop" mesmo depois de anos ligados não apresentavam perda no fluxo podendo permanecer ativos por um tempo inestimável, chamando esse fenômeno de correntes persistentes. Por seus esforços, Onnes, foi contemplado com o prêmio Nobel em 1913.
Em 1933, os cientistas Walther Meissner e Robert Ochsenfeld concluíram que os supercondutores eram mais que apenas condutores de eletricidade perfeitos, eles descobriram uma interessante propriedade magnética intrínseca nos supercondutores que excluía de certa forma o campo magnético exterior. Um supercondutor não permite que campos magnéticos adentrem seu interior, isso faz com que as correntes fluindo gerem um campo magnético dentro do supercondutor que balanceia o campo que outrora deveria ter penetrado o material.
Este efeito, chamado de Efeito Meissner, tem como uma de suas aplicações mais populares a demonstração da supercondutividade com a chamada levitação magnética. O Efeito Meissner somente acontece quando o campo magnético externo é suficientemente pequeno, pois se o campo começa a aumentar este penetra no interior do material e consequentemente o material perde sua supercondutividade.
Em 1950, a teoria fenomenológica de Ginzburg-Landau sobre a supercondutividade combinou a já consagrada teoria de Landau acerca das transições de fase de segunda ordem com a equação de onda de Schrödinger, e obteve sucesso ao explicar as propriedades macroscópicas dos supercondutores. Outro cientista, Alexei Abrikosov, mostrou que a teoria de Ginzburg-Landau prediz a divisão dos supercondutores em dois grupos distintos, os do tipo I e os do tipo II. Abrikosov e Ginzburg receberam um premio Nobel em 2003 pelo seu trabalho, e Landau já havia recebido um Nobel em 1962 por outro trabalho.
Ainda em 1950, Maxwell e Reynolds descobriram que a temperatura crítica de um supercondutor depende da massa isotrópica dos elementos constituintes. Essa descoberta foi importante, pois apontou a interação elétron-fônon como mecanismo microscópico responsável pela supercondutividade.
Mas apenas em 1957 os cientistas começaram a desvendar realmente os mistérios da supercondutividade de fato. Três cientistas americanos da Universidade de Illinois, John Bardeen, Leon Cooper e Robert Schrieffer, desenvolveram um modelo que começou a mostrar como é o comportamento real dos supercondutores. Este modelo foi construído com alicerces nas ideias da mecânica quântica, e sugere que os elétrons de um supercondutor tendem a se condensar formando pares de Cooper, constituindo um estado quântico de baixa energia onde conseguem fluir coletivamente e de forma coerente. Os três físicos ganharam o prêmio Nobel em 1972, e sua teoria hoje é conhecida como teoria BCS, a inicial de seus respectivos nomes.
Anos mais tarde, enquanto trabalhavam nos laboratórios da IBM em Zurique em 1986, Georg Bednorz e Alex Muller fizeram experimentos com uma classe particular de óxidos metálicos cerâmicos com a estrutura de perovskitas. Eles pesquisaram centenas de diferentes tipos de compostos óxidos, trabalhando com cerâmicas de lantânio, bário, cobre e oxigênio. Concluindo que cuprates apresentavam supercondutividade a 35 K, e posteriormente em 1987 foi descoberta outra cerâmica com estrutura de perovskita que apresentava temperatura crítica próxima a 90 K. Neste período, vários pesquisadores do mundo inteiro começaram a trabalhar com os novos tipos de supercondutores, pois o grande empecilho para viabilizar o uso dos supercondutores em larga escala era a necessidade de se obter baixíssimas temperaturas, mas próximo a 90 K os materiais poderiam ser resfriados com nitrogênio líquido, que é mais barato e acessível que o hélio líquido. Assim nasceram os supercondutores da segunda geração, os Supercondutores de Altas Temperaturas. A partir daí os cientistas começaram a experimentar novos compostos com base nas perovskitas, alcançando temperaturas críticas de acima de 130 K. Isto levou os governos, corporações e as universidades a investirem grandes quantias na pesquisa, consequentemente influenciando no aumento dos esforços para o desenvolvimento de novos materiais e aperfeiçoamento na teoria existente sobre o comportamento dos supercondutores em temperaturas elevadas.
Espera-se agora um desenvolvimento prático das aplicações com supercondutores de altas temperaturas, aumentando a confiabilidade das máquinas e equipamentos eletrônicos, principalmente visando o decréscimo do custo com resfriamento dos dispositivos a temperaturas da ordem de 20 K. Mas o certo é que a história no entendimento e aplicações dos supercondutores esteja só começando.
| Ano  | Premiados                                   | Contribuição |
| ---- | ------------------------------------------- | --- |
| 1913 | Heike K. Onnes                              | Propriedades da matéria em baixas temperaturas, incluindo a descoberta da supercondutividade e a liquefação do hélio |
| 1973 | Jonh Bardeen,Leon Cooper, Robert Schrieffer | Desenvolvimento da teoria microscópica da supercondutividade, hoje conhecida como Teoria BCS                         |
| 1973 | Brian Josephson                             | Predição teórica do tunelamento dos pares de Cooper através de uma barreira isolante de supercondutores              |
| 1983 | Karl Muller, Georg Bednorz                  | Descoberta da supercondutividade a altas temperaturas num cuprate de lantânio e bário                                |
| 2003 | Vitaly Ginzburg, Alexei Abrikosov           | Desenvolvimento da Teoria Fenomenológica da supercondutividade e Descoberta dos supercondutores do tipo II           |

## Propriedades dos supercondutores

### O fenômeno da supercondutividade

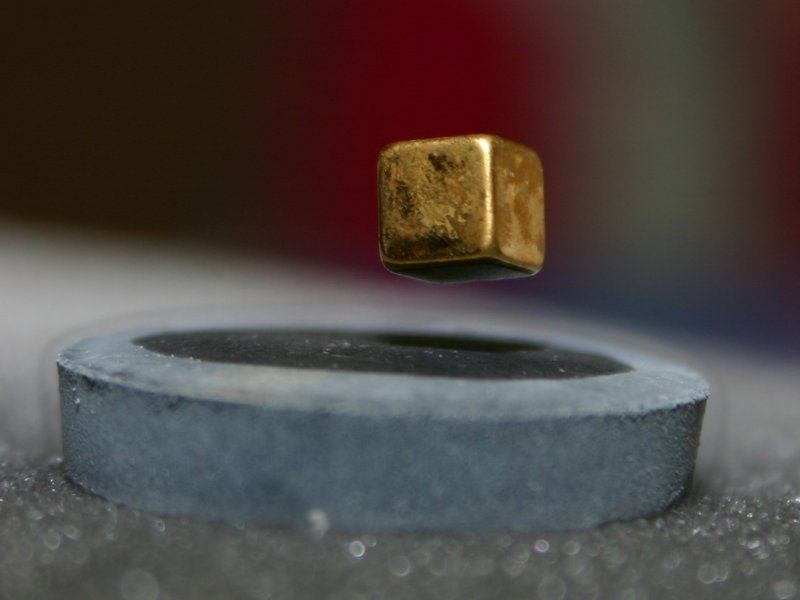
Um ímã levitando sobre um material supercondutor refrigerado a nitrogênio líquido, cuja temperatura é de aproximadamente -196 °C ou 77 K.

O que Kamerlingh Onnes observou foi que a resistência elétrica de alguns metais como o mercúrio, chumbo e estanho desapareciam completamente quando resfriados abaixo de uma temperatura crítica que é característica a cada tipo de material assim como a capacidade térmica.
O método mais simples de medir a resistência elétrica de algum material é colocá-lo em série num circuito elétrico com uma fonte de corrente determinada por I e medir a tensão elétrica V que atravessa o material. A resistência elétrica do material pode ser dada pela Lei de Ohm, na qual R=V/I. Se a tensão é igual a zero, isso significa que a resistência é também zero, e o material usado está no estado supercondutor.
Supercondutores são capazes de manter a corrente que os atravessa fluindo mesmo sem a aplicação de nenhuma tensão, propriedade essa explorada no estudo dos supercondutores eletromagnéticos como os encontrados nas máquinas MRI (imagem por ressonância magnética). Experimentos demonstraram que as correntes fluindo por anéis supercondutores podem persistir por anos sem decaimento algum. Evidências experimentais mostram que o tempo médio de existência da corrente chega a 100 mil anos. Já estimativas teóricas estimam que o tempo de duração destas correntes possa ser comparado ao tempo de existência do universo, dependendo da geometria e temperatura do fio supercondutor.
Num condutor normal, a corrente elétrica pode ser comparada a um fluido de elétrons se movendo por uma pesada rede iônica. Os elétrons estão em constante choque com os íons da rede, e durante cada colisão parte da energia carregada pelo elétron é absorvida pela rede e convertida em calor, que na verdade é chamada de energia cinética vibracional dos íons da rede. Assim a energia carregada pela corrente é constantemente dissipada, chamamos esse fenômeno de resistência elétrica.
Essa situação é diferente nos supercondutores. Num supercondutor convencional, o problema do fluido eletrônico não pode ser resolvido para elétrons individuais, mas sim para pares de elétrons, conhecidos como pares de Cooper. Esse pareamento é causado por uma força atrativa entre os elétrons pela troca de fônons. Assim como na Mecânica Quântica, o espectro de energia desse par de Cooper possui um gap de energia, que aqui significa o mínimo de energia ΔE que precisa ser aplicado para excitar esse fluido eletrônico. Esse valor de energia ΔE é maior que a energia térmica da rede dada por kT, em que k é a constante de Boltzmann e T é a temperatura, assim o fluido não é espalhado pela rede. Concluindo que o par de Cooper é um superflúido, significando que pode fluir sem dissipação de energia.
Existe ainda outra classe de supercondutores, conhecidos como supercondutores do tipo II, que incluem todos os supercondutores de altas temperaturas. Uma pequena resistividade aparece em temperaturas não tão mais baixas do que a temperatura crítica para a transição supercondutora quando um campo elétrico é aplicado em conjunto com um campo magnético forte, que pode ser causado pela corrente elétrica. Isso pode ser comparado ao movimento de vórtices no superflúido eletrônico, que dissipa um pouco da energia carregada pela corrente elétrica. Se a corrente é relativamente pequena, esses vórtices se tornam estacionários, e a resistividade desaparece. A resistência provocada por esse efeito é pequena se comparada com a dos materiais não supercondutores, mas precisam ser levadas em conta nos experimentos. Entretanto, quando a temperatura cai suficientemente abaixo da temperatura de transição supercondutora, esses vórtices podem ficar parados dentro de uma fase desordenada, porém estacionária conhecida como vortex glass. Abaixo dessa temperatura de transição, a resistência desses materiais se torna realmente zero.

### Transição de fase supercondutora

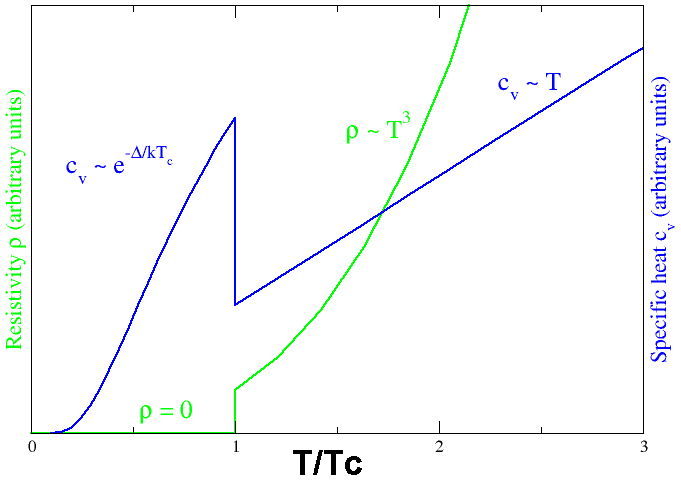
Comportamento da Capacidade Térmica (c_{v}, azul) e da Resistividade (ρ, verde) na transição de fase supercondutora

Nos materiais supercondutores, a característica da supercondutividade aparece quando a temperatura é abaixada até uma temperatura crítica (Tc). Esse valor de temperatura varia de material para material. Por convenção, supercondutores geralmente têm temperaturas críticas por volta de 20 K e até menores que 1 K. O mercúrio sólido, por exemplo, tem uma temperatura crítica de 4,2 K. Até 2009, a maior temperatura crítica encontrada para um supercondutor usual era de 39 K para o Diboreto de Magnésio (MgB2).
Supercondutores de cuprates podem exibir temperaturas críticas muito maiores:
YBa2Cu3O7, um dos primeiros cuprates supercondutores a ser descoberto, tem uma temperatura crítica da ordem de 92 K, e cuprates com base no mercúrio podem atingir temperaturas críticas próximas de 130 K. A explicação para o comportamento desses supercondutores para altas temperaturas ainda continua desconhecido. O pareamento entre elétrons e fônons explica a supercondutividade nos supercondutores convencionais, mas não explicam o comportamento dos supercondutores mais novos com temperaturas críticas mais altas.
Mesmo com a temperatura fixa abaixo da temperatura crítica, materiais supercondutores cessam sua supercondutividade quando um campo magnético externo, maior que o campo magnético crítico, é aplicado. Isso acontece porque a Energia Livre de Gibbs da fase supercondutora aumenta quadraticamente com o campo magnético enquanto a energia livre de uma fase normal é independente do campo magnético. Se o material é supercondutor na falta de um campo, então a fase supercondutora da energia livre é menor do que a energia na fase normal, e para valores finitos de campo magnético (proporcionais à raiz quadrada da diferença das energias livres num campo magnético nulo) as duas energias livres serão iguais a transição para fase normal ocorrerá. Generalizando, quanto maiores às temperaturas e os campos magnéticos, menor é a fração de elétrons na banda supercondutora e consequentemente leva a uma maior penetração de London de correntes e campos magnéticos externos. A profundidade de penetração tende ao infinito na transição de fase.
O início da supercondutividade num material é acompanhada por uma abrupta mudança em várias das propriedades físicas, que é o fator marcante na transição de fase. Por exemplo, a capacidade térmica eletrônica é proporcional à temperatura num regime normal, mas na transição supercondutora sofre um salto descontínuo e deixa de ser linear. A baixas temperaturas, esta variação é dada por e-α/T, o comportamento exponencial é uma das evidencias da existência do gap de energia.
A ordem da transição da fase supercondutora foi uma questão amplamente debatida. Experimentos indicaram que a transição é de segunda ordem, isso significa que não há calor latente. No entanto na presença de um campo magnético externo há calor latente, isso acontece pelo fato de que na fase supercondutora a entropia é menor abaixo da temperatura crítica do que na fase normal. Como consequência disso, quando o campo magnético atinge valores maiores que o campo crítico, a transição de fase leva a uma diminuição na temperatura do material supercondutor.

## Efeito Meissner
|                  |  |  |
| Efeito Meissner. |  |  |

Walther Meissner e Robert Ochsenfeld concluíram que supercondutores quando colocados imersos em um campo magnético externo e resfriados abaixo da sua temperatura de transição, tendem a ejetar todo o campo magnético aplicado. Esse fenômeno é chamado de Efeito Meissner, mas não se resume apenas na ejeção do campo magnético por parte do supercondutor, pois na verdade o campo externo tende a penetrar o supercondutor mas apenas até uma certa profundidade definida por um parâmetro λ, denominado parâmetro de penetração de London, decaindo exponencialmente a zero na maior parte do material supercondutor. O efeito Meissner é uma característica primordial da supercondutividade, e para a maioria dos supercondutores λ é da ordem de 100 nm.
Muitas vezes o feito Meissner é erroneamente confundido com um tipo de diamagnetismo perfeito. Mas de acordo com a lei de Lenz quando promovemos uma mudança no campo magnético aplicado ao condutor e esse induz a criação de uma corrente elétrica que se opõe ao campo magnético. Em um condutor perfeito, uma corrente arbitrariamente grande pode ser induzida enquanto o campo resultante cancelaria o campo aplicado.
O efeito Meissner é de fato distinto, pois se observa a expulsão espontânea e abrupta do campo magnético interno que ocorre na transição supercondutora quando o material é resfriado abaixo da sua temperatura crítica, o que não seria de se esperar com base na lei de Lenz.
A explicação fenomenológica para o efeito Meissner foi dada pelos irmãos Heiz e Fritz London, que demonstraram que a energia eletromagnética livre em um supercondutor pode ser minimizada pela equação de London:
{\displaystyle \nabla ^{2}\mathbf {H} =\lambda ^{-2}\mathbf {H} \,}
onde H é o campo magnético e λ é a profundidade de penetração de London.
Um supercondutor com pouco ou nenhum campo magnético em seu interior está no estado de Meissner, mas perde rapidamente esse estado quando o campo magnético externo aplicado é muito grande. Nos supercondutores do tipo I, a supercondutividade é abruptamente destruída quando a força do campo magnético ultrapassa um valor crítico Hc. Nos supercondutores do tipo II, quando o campo externo é aumentado até um valor crítico Hc1 leva a um estado intermediário (estado de vórtice), em que uma quantidade crescente de fluxo magnético penetra no material, mas sem apresentar resistência ao fluxo de corrente elétrica atingindo um valor crítico Hc2 onde a supercondutividade é destruída. O estado intermediário é causado pela passagem de vórtices no superflúido eletrônico, e às vezes são chamados de fluxions, pois o transporte por esses vórtices é quantizado.

## Gap de energia e a teoria BCS
Um grande passo na evolução dos conhecimentos sobre os supercondutores é o estabelecimento da existência de um gap de energia Δ, da ordem de kTc, entre o estado fundamental e as excitações das quasi-partículas do sistema. Esse conceito já havia sido sugerido por Daunt e Mendelssohn na tentativa de explicar a ausência de efeitos termoelétricos. Mas as primeiras evidências quantitativas e experimentais vieram com as medidas precisas do calor específico dos supercondutores feitas por Corak. Estas médias mostraram que o calor específico eletrônico é definido por uma dependência exponencial com:
{\displaystyle C_{es}=\gamma T_{c}ae^{-{\frac {bT_{c}}{T}}}}
onde o estado normal do calor específico eletrônico é dado por Cen≈γTc, e a e b são constantes numéricas.
A Teoria BCS foi proposta por John Bardeen, Leon Cooper, e John Robert Schrieffer e explica o fenômeno da supercondutividade.
A Teoria afirma principalmente que os elétrons em um material quando no estado supercondutor se agrupam em pares chamados pares de Cooper. Os pares de Cooper são elétrons condensados em estados de menor energia. Esta formação de pares de Cooper depende da microestrutura do material e da forma da rede cristalina, já que este par de elétrons se move de forma acoplada com a rede.
Independentemente e ao mesmo tempo, este fenômeno de supercondutividade foi explicado por Nikolay Bogoliubov por meio das então chamadas transformações de Bogoliubov.
Em muitos supercondutores, a interação atrativa entre elétrons (necessariamente aos pares) é conduzida aproximada e indiretamente pela interação entre os elétrons e a estrutura do cristal em vibração (os fônons).
Um elétron que se move através de um condutor atrairá cargas positivas próximas na estrutura. Esta deformação da estrutura faz com que outro elétron, com “spin” oposto, mova-se na região de uma densidade de carga positiva mais elevada. Os dois elétrons são mantidos unidos então com alguma energia de ligação. Se esta energia de ligação é mais elevada do que a energia fornecida por impulsos dos átomos de oscilação no condutor, então os pares de elétrons conseguem se manter juntos e resistem aos impulsos, não experimentando resistência.
A teoria BCS foi desenvolvida em 1957 e recebeu o Prêmio Nobel de Física em 1972.
Partindo da suposição que existe alguma atração entre elétrons, a qual pode suplantar a repulsão de Coulomb. Na maioria dos materiais (em supercondutores a baixa temperatura), esta atração é conduzida aproximadamente de maneira indireta pelo acoplamento dos elétrons à estrutura cristalina. As extensões da teoria de BCS existem para descrever outros casos, embora sejam insuficientes para descrever completamente as características observadas da supercondutividade de alta temperatura, mas é hábil para dar uma aproximação para o estado mecânico quântico do sistema de elétrons (atrativamente interagindo) dentro do metal. Este estado é sabido agora como de "o estado BCS". No estado normal de um metal, os elétrons movem-se independente, visto que no estado BCS, são ligados em pares de Cooper pelas interações atrativas.
Desde que os elétrons sejam limitados em pares de Cooper, uma quantidade finita de energia é necessária para separar estes dois elétrons independentes. Isto significa que há um gap de energia para a "excitação de partícula única", ao contrário dos metais normais (onde o estado de um elétron pode ser mudado adicionando arbitrariamente uma pequena quantidade de energia). Esta abertura de energia é mais alta a baixa temperatura, mas desaparece na temperatura de transição quando supercondutividade cessa de existir.
A teoria BCS corretamente prediz que a variação do gap com a temperatura. Igualmente dá uma expressão que mostra como este gap cresce com a força da interação atrativa e a (fase normal) da partícula única na densidade dos estados na energia de Fermi. Além disso, descreve como a densidade dos estados é mudada ao incorporar o estado supercondutor, onde não há qualquer estado eletrônico na energia de Fermi. O gap de energia é observada o mais diretamente em experiências de tunelamento e na reflexão das micro-ondas de supercondutor.

## Teoria de Ginzburg-Landau
Embora boa parte deste trabalho siga a formato da teoria BCS, substancialmente predizendo vários processos como a relaxação nuclear e a atenuação ultrassônica em que o gap de energia e o espectro de excitação têm um papel essencial. A teoria de Ginzburg-Landau se concentra inteiramente no comportamento supercondutor dos elétrons ao invés das excitações, e foi proposta em 1950, 7 anos antes da teoria BCS. Ginzburg e Landau introduziram uma pseudo-função de onda ψ complexa como um parâmetro dentro da teoria geral de Landau das transições de fase de segunda ordem. Esse ψ descreve os elétrons supercondutores, e a densidade local de elétrons supercondutores (definida pelas equações de London)
{\displaystyle \mathbf {n_{s}=|\psi (x)|^{2}} }
Então, usando um princípio variacional e trabalhando para assumir uma expansão em séries da energia livre em função de ψ e de ψ com a expansão dos coeficientes α e β, eles derivaram a seguinte equação diferencial para ψ:
{\displaystyle {\frac {1}{2m^{*}}}\left({\frac {\hbar }{i}}\nabla -{\frac {e^{*}}{c}}A\right)^{2}(\psi +\beta |\psi |^{2}\psi )=-\alpha (T)\psi }
A equação acima é análoga a equação de Schrödinger para uma partícula livre, mas com um termo não linear. E a equação correspondente para a super-corrente elétrica fica:
{\displaystyle J_{s}={\frac {e^{*}\hbar }{i2m^{*}}}(\psi ^{*}\nabla \psi -\psi \nabla \psi ^{*})-{\frac {e^{*}}{2m^{*}c}}|\psi |^{*}A}
que é na verdade uma expressão da corrente a partir mecânica quântica para partículas de carga e* e massa m*. Com esse formalismo os cientistas foram capazes de tratar dois problemas, com ajuda da teoria de London:
- Efeitos não lineares dos campos fortes o suficiente para mudar ns ou |ψ|²
- A variação espacial de ns.

A grande contribuição desta teoria foi tratar do estado intermediário de alguns supercondutores, onde o estado normal e o supercondutor coexistem na presença de um campo magnético H~Hc.
Quando foi proposta, a teoria pareceu mais fenomenológica, e não foi dada a devida importância, especialmente na literatura ocidental. Mas de qualquer forma em 1959, Gor'kov foi capaz de mostrar que a teoria de Ginzburg-Landau era, de fato, uma forma da teoria BCS microscópica.

## Supercondutores do tipo II
Em 1957, o cientista russo Alexei Abrikosov publicou um artigo significativo onde investigava o que aconteceria caso a razão κ= λ/ξ da teoria de Ginzburg-Landau fosse grande ao invés de pequeno, se ξ<λ e não o contrário, o que levaria a uma energia de superfície negativa. Abrikosov concluiu que existiam dois tipos distintos de comportamento e chamou de supercondutores do tipo II os que apresentavam tal característica. Ele mostrou que o ponto exato de separação entre os dois regimes era quando κ=1/2. E para materiais com κ>1/2 ele descobriu que ao invés do desaparecimento descontinuo da supercondutividade na transição de primeira ordem em Hc, havia uma penetração contínua no fluxo começando com um campo crítico pequeno Hc1 alcançando B=H num campo crítico Hc2. Essa propriedade foi responsável por permitir magnetos supercondutores de altos campos.
Outro resultado importante na análise de Abrikosov foi que em um estado misto, também chamado de fase de Schubnikov, entre os valores críticos de Hc1 e Hc2 o fluxo pode não penetrar nos domínios laminares, mas num arranjo de fluxo tubular, cada um carrega um fluxo quântico.
{\displaystyle \phi _{0}=hc^{2}e=2,07x10^{-7}G-cm^{2}}
Em cada célula unitária do arranjo com formato triangular (menor energia livre) existe um vórtex de super-corrente concentrando o fluxo até o centro do vórtex. Concluindo então que os supercondutores do tipo II não são diamagnéticos perfeitos, e desde que |ψ|² seja zero no centro dos vórtices, não teremos gaps de energia nos núcleos. Levando a conclusão de que não podemos classificar os supercondutores como condutores perfeitos.

## O tunelamento de Josephson

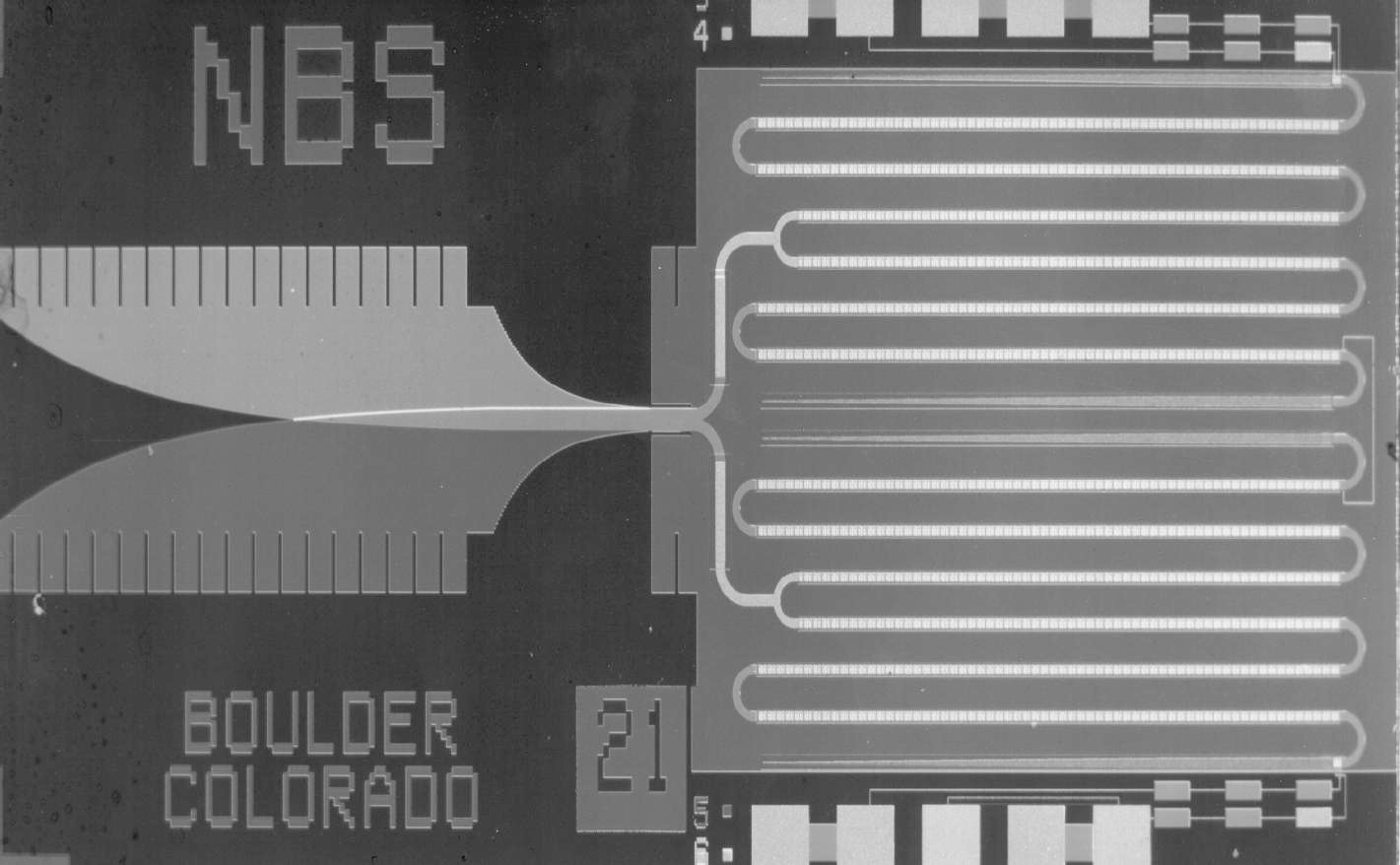
Junção de Josephson, em arranjo feito pelo NIST para medida de tensão no SI

Agora sabendo que os supercondutores não poderiam mais ser entendidos como condutores perfeitos, a pergunta a ser feita era qual a característica universal que possuía o estado supercondutor. A resposta é a existência de funções de onda ψ(r) para muitos corpos, onde a amplitude a fase são quem mantém a coerência sobre as distâncias macroscópicas. Esse condensado é análogo, porém não idêntico, ao condensado de Bose-Einstein, com os pares eletrônicos de Cooper substituindo os bósons condensados no superflúido de hélio.
Desde que a fase e o número de partículas são variáveis conjugadas, refletindo os aspectos complementares do dualismo partícula-onda, a relação de incerteza é dada por:
{\displaystyle \Delta N\Delta \Phi \leq 1}
onde o limite da precisão entre N e φ podem ser simultaneamente conhecidos.
O significado físico dos graus de liberdade da fase foram primeiramente enfatizados no trabalho de Josephson, que previu que os pares deveriam ser capazes de tunelar dois supercondutores a tensão zero, dando uma super-corrente de densidade:
{\displaystyle J=J_{c}\operatorname {sen}(\Phi _{1}-\Phi _{2})}
Onde Jc é uma constante e φ é a fase de ψ no i-ésimo supercondutor na junção do túnel. Josephson previu que a diferença de tensão entre os eletrodos deveriam causar a diferença de fase aumentar no tempo como 2eV12t/ℏ, assim a corrente poderia oscilar com uma frequência ω=2eV12/ℏ. As junções de Josephson foram utilizadas em voltímetros ultrassensíveis e magnetómetros, e também nas medidas mais acuradas da razão das constantes fundamentais ℏ/e. De fato, a medida padrão do volt é hoje definida em termos da frequência da corrente alternada de Josephson.

## Supercondutividade a altas temperaturas

### História
Antes de 1986, os cientistas acreditavam que a teoria BCS proibia a existência da supercondutividade acima de temperaturas de 30 K. Neste ano, Bednorz e Müller descobriram a supercondutividade num cuprate na estrutura de perovskita baseado em lantânio, que possuía temperatura de transição de 35 K, com isso recebendo o premio Nobel em 1987. E posteriormente viram que substituindo o lantânio por ítrio (YBCO) chegavam a uma temperatura crítica de 92 K, o que foi primordial, pois poderiam usar o nitrogênio líquido para resfriar as amostras já que o mesmo tem seu ponto de ebulição a 77 K. Isso causou uma revolução comercial, pois o nitrogênio líquido pode ser produzido por um custo bem menor do que o hélio líquido. Muitos outros supercondutores de cuprates foram descobertos, e a teoria que explica a supercondutividade nestes materiais é um dos maiores desafios teóricos da física da matéria condensada.
Em 1993, o supercondutor com a maior temperatura crítica era uma cerâmica baseada nos elementos tálio, cobre, mercúrio, cálcio, bário e oxigênio com a fórmula HgBa2Ca2Cu3O8+δ com Tc = 138 K.
E finalmente em 2008, Hideo Hosono e seus colegas do Tokyo Institute of Technology descobriram uma família de supercondutores baseadas no ferro, LaO1-xFxFeAs, um oxipnictídeo que atinge a fase supercondutora a uma temperatura abaixo dos 26 K, e posteriormente substituindo o lantânio por samário elevando sua temperatura crítica a 55 K.
Em 2015, medições demonstraram que o sulfureto de hidrogénio é supercondutor a cerca de 200 Kelvins, cerca de 40 K mais elevados do que qualquer outro material conhecido até então.

### Supercondutor YBCO

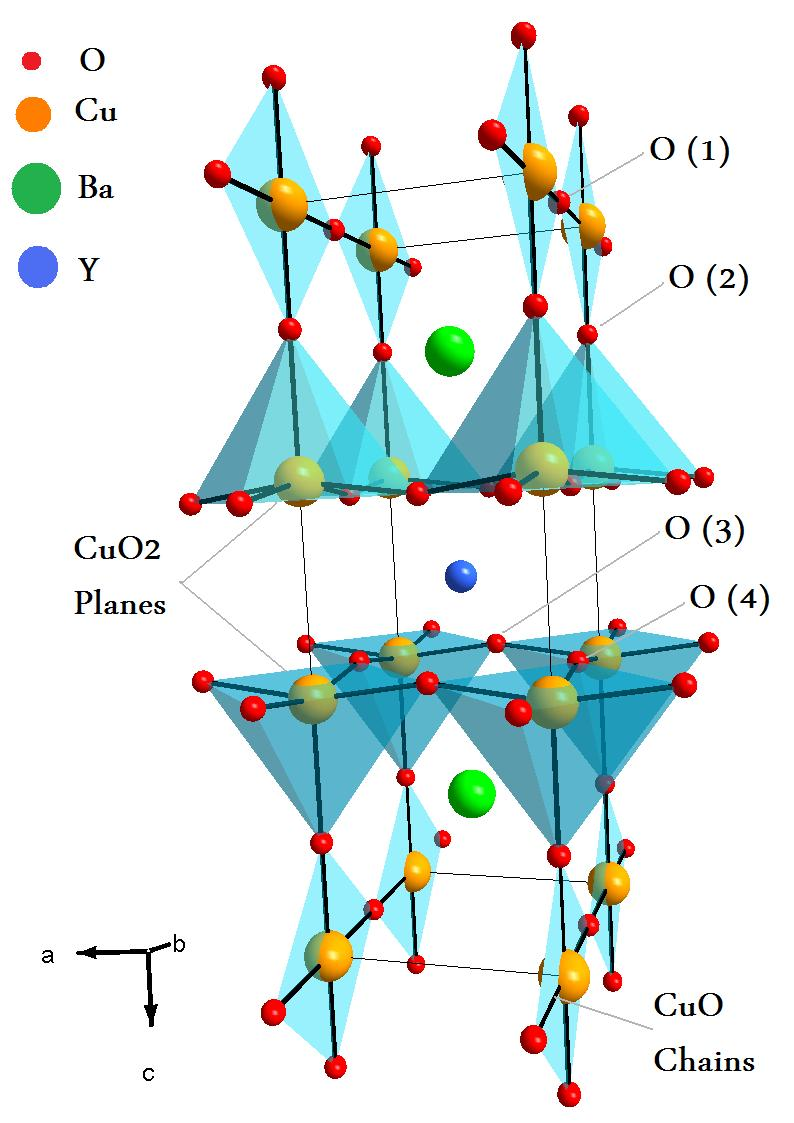
célula unitária de YBCO

O primeiro supercondutor encontrado com Tc > 77 K (ponto de ebulição do nitrogênio líquido) é o óxido de ítrio cobre bário (YBa2Cu3O7-x), onde as proporções dos três metais diferentes no YBa2Cu3O7 estão na razão molar de 1 para 2 para 3 de ítrio de bário e cobre, respectivamente.
A célula unitária de YBa2Cu3O7 é composta por três células cúbicas de perovskita. Cada célula contém um átomo de ítrio ou de bário. Assim são empilhados na sequência [Ba-Y-Ba] ao longo do eixo-c. Todos os sítios no canto de cada célula unitária são ocupadas por um cobre, que tem duas coordenações diferentes, Cu (1) e Cu (2), em relação ao oxigênio.
Os poliedros formados pelo coordenação do ítrio e bário são diferentes em relação ao oxigênio. A triplicação da célula unitária da perovskita leva nove átomos de oxigênio, enquanto YBa2Cu3O7 tem sete átomos de oxigênio e, portanto, é referido como uma estrutura perovskita deficiente de oxigênio. A estrutura tem um empilhamento de camadas diferentes: (CuO) (BaO) (CuO2) (Y) (CuO2) (BaO) (CuO).
Uma das características-chave da célula unitária de YBa2Cu3O7-x (YBCO) é a presença de duas camadas de CuO2. O papel do plano do ítrio é servir como um espaçador entre dois planos de CuO2. No YBCO, as cadeias de Cu-O são conhecidas por desempenhar um papel importante para a supercondutividade. Tc é máxima perto de 92 K quando x ≈ 0,15 e sua estrutura é ortorrômbica. A supercondutividade desaparece quando x ≈ 0,6, onde a transformação estrutural do YBCO muda de ortorrômbica para tetragonal.

## Aplicações tecnológicas da supercondutividade

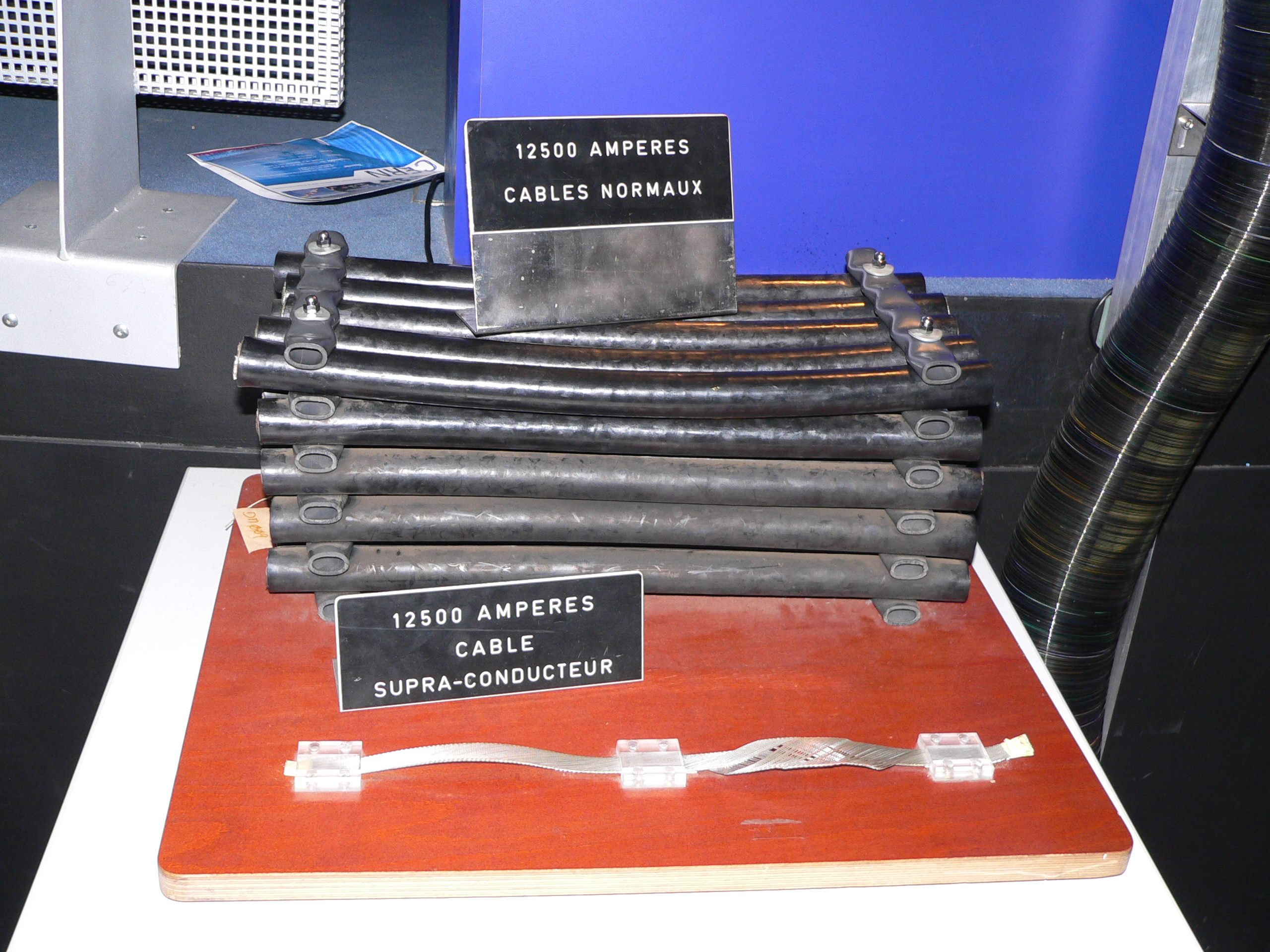
Cabos elétricos do acelerador de partículas CERN: acima, cabos do LEP; abaixo, cabos supercondutores usados no LHC.

Os magnetos supercondutores são alguns dos mais poderosos eletroímãs conhecidos, são na maioria das vezes usados em máquinas de ressonância magnética (MRI) e ressonância magnética nuclear (NMR), espectrómetros de massa, até  nos ímãs que direcionam o feixe em aceleradores de partículas. Eles também podem ser usados para promover a separação magnética, onde as partículas fracamente magnéticas são coletadas num grupo de partículas não-magnéticos,como nas indústrias de pigmentos.
Nas décadas de 1950 e 1960, os supercondutores foram usados para construir experimentalmente computadores digitais utilizando os “cryotron switches”. Mais recentemente, os supercondutores têm sido utilizados na construção de circuitos digitais baseados na tecnologia quântica de fluxo rápido, RF e filtros de microondas para estações base de telefonia móvel.
Supercondutores também são usados para construir junções de Josephson, conhecidos como blocos SQUIDs (dispositivos supercondutores de interferência quântica), considerados os magnetómetros mais sensíveis conhecidos. Os SQUIDs são usados em microscópios de varredura SQUID e magnetoencefalografia. Dependendo do modo particular de funcionamento, uma junção pode ser usada como um detector de fótons, ou como um mixer. A grande mudança na resistência na transição do estado normal para o estado supercondutor é usada para construir os termômetros detectores de fóton em estado criogênico.
Promissoras aplicações futuras incluem redes inteligentes de alta performance, transmissão de energia elétrica, transformadores, dispositivos de armazenamento de energia, motores elétricos (por exemplo, para propulsão de veículos, como em vactrains ou trens maglev), dispositivos de levitação magnética, limitadores de corrente, os materiais nanoscópicos como as buckyballs, nanotubos, materiais compósitos e supercondutores refrigeração magnética. No entanto, a supercondutividade é sensível aos campos magnéticos em movimento para que os aplicativos que usam corrente alternada.